# Словозміна
Словозміна або Флексія — системне творення різних форм того самого слова відповідно до його синтаксичних пов'язань з ін. словами в реченні й словосполученні без зміни його лексичного значення за допомогою:
- 1) закінченнєвих змінних морфем-афіксів і постфіксів (стол-а, -и, -ів; стой-у, -іш, -а-ти-му; ми-ти-ся);
- 2) зміни основи слова т. зв. внутрішньою флексією (стіл: стол-а; стій: стой-у), див. Чергування звуків;
- 3) зміни наголосу слова (рук-и́: ру́к-и), у деяких випадках у тій самій функції, що і суфікс (за-си́п-а-ти: за-сип-а́-ти = за-си́пува-ти);
- 4) зміни суфікса (гарн-ий: гарніш-ий) чи й префікса (най- гарніший; пис-а-ти: на-пис-а-ти), себто тут типового засобу словотвору;
- 5) сполучення флексійної форми слова з прийменником (на стол-і, на стол-ах) чи з деякими ін. словами, що тоді виконують службову функцію формотворної морфеми (читати: буду читати; гарн-ий: більш гарний, т. зв. аналітичні форми).

Словозміна застосовується при відмінюванні іменника, прикметника, займенника й числівника за відмінами, а в них відмінками, числами й (у прикметникових словах) родами та дієслова за відмінами, способами, часами, особами, числами, родами (в минулому часі й умовному способі), видами й станами, включаючи т. зв. невідмінні форми — інфінітив і дієприслівник. Фонетичні й граматичні процеси поглиблюють або зносять різниці між окремими формами С. (пор. поширення внутр. флексії в нових закритих складах); протиставлення окремих граматичних категорій можуть нейтралізуватися (пор. число при іменниках із значенням ґатунку: Собака має — Собаки мають розвинений нюх), при дієсловах (Пили — Пилося горілку), час (Утомився вороненький, іде, спотикнеться), спосіб (Піди, принеси води — А ти пішов би й приніс би води; Піти, принести води!), стаючи ознаками стилю.
Впродовж історичної доби окремі категорії зазнали ґрунтовних змін: зникли форми двоїни й розрізнювання родів у множині, зменшилося число відмінкових аломорф (закінчень), безприйменниковий місцевий (однини) був замінений прийменниковим, зникла іменна відміна прикметника й енклітичні форми особових займенників, наступило далекосяжне вирівняння м'якого типу відмін до твердого, зникла система минулих часів (аористу, імперфекту, що змінилися формами первісного перфекту, який втратив допоміжне дієслово) як і форми супіну та активних дієприкметників. Зате розвинулися: категорія живих істот та осіб (бачу вояка, вояків, коня, коней, корів, але: бачу стіл, столи) і поодиноких предметів у чоловічому роді іменників (бере ножа — ніж, але: бере пісок) та система видів (робити: з-робити, робив — зробив, — недоконаного й доконаного, що почасти замінила систему часів) і релятивно-часових дієприслівників з видовим розрізненням (пишучи, діалектне писавши — при одночасности дії з присудком гол. речення, написавши — на ознаку попередньої дії), нова синтетична (флексійна) форма майбутнього часу (пис-а-ти-му, -меш) як і нова Форма способів наказового (вір, -мо, -те) та умовного (я писав би, ми писали б).
Словозміну сучасної української мови досліджували Д. Гринчишин, І. Кучеренко, М. Леонова, А. Матвієнко, І. Матвіяс, В. Русанівський, Є. Сасинович, Ю. Шевельов й ін.. а в діяхронному перекрої: С. Бевзенко («Іст. морфологія української мови, нариси із словозміни та словотвору», 1961), С. Самійленко («Нариси з іст. морфологи української мови», 1 — 2, 1964 — 70), В. Русанівський («Значення і взаємозв'язок граматичних категорій виду і часу в українській мові 16 — 17 ст.», 1959), І. М. Керницький («Система словозміни в українській мові, на матеріалах пам'яток 16 ст.», 1967), І. Огієнко, П. Ковалів, М. Жовтобрюх, В. Дем'янчук, Л. А. Булаховський, А. Генсьорський, Г. Ільїнський, Л. Самійленко, В. Сімович, І. Слинько, М. Сулима, С. Смаль-Стоцький, М. Равлюк, І. Шаровольський, В. Ярошенко та ін. Див. ще зб. «Укр. діалектна морфологія», 1969.